# Hosea Kutako
Hosea Komombumbi Kutako (ur. 1870, zm. 1970) – namibijski przywódca narodowy z ludu Herero, bohater narodowy Namibii.
W 1904 wziął udział w powstaniu antyniemieckim Samuela Maharero. W 1917 został naczelnym wodzem plemienia Herero i był nim do śmierci. Po II wojnie światowej domagał się uzyskaniu niepodległości przez Namibię. Od 1968 był przywódcą Hererolandu.